# Luíza Almeida
Luíza Novaes Tavares De Almeida (7 de septiembre de 1991) es una jinete brasileña que compitió en la modalidad de doma. Ganó una medalla de bronce en los Juegos Panamericanos de 2007, en la prueba por equipos.

## Palmarés internacional
| Juegos Panamericanos | Juegos Panamericanos    | Juegos Panamericanos | Juegos Panamericanos |
| Año                  | Lugar                   | Medalla              | Categoría            |
| -------------------- | ----------------------- | -------------------- | -------------------- |
| 2007                 | Río de Janeiro (Brasil) | Medalla de bronce    | Por equipos          |